# Lohmannia juliae
Lohmannia juliae är en kvalsterart som beskrevs av Sandór Mahunka 1984. Lohmannia juliae ingår i släktet Lohmannia och familjen Lohmanniidae. Inga underarter finns listade i Catalogue of Life.